# Hubert
Hubert je moško osebno ime.

## Izvor imena
Ime Hubert izhaja iz nemškega imena Hubert, le to pa iz latinskega Hubertus. Nemško ime Hubert je skrajšana oblika imena Hugbert, le to pa izhaja iz imena Huguberath, ki je zloženo iz starovisokonemških besed hugu v pomenu »um, razum, pamet« in berhat »bleščeč, slaven«

## Izpeljanke imena
Bert, Berti, Berto, Huberto, Humbert, Hugo, Umbert, Umberto, Ugo

## Pogostost imena
Po podatkih Statističnega urada Republike Slovenije je bilo na dan 31. decembra 2007 v Sloveniji 129 oseb z imenom Hubert.

## Osebni praznik
Hubert praznuje god 3. novembra.

## Znane osebe
Hubert Bergant (slovenski organist in pedagog), Hubert Burda (nemški akademik), Hubert Neuper (avstrijski smučarski skakalec), Hubert Parry (angleški skladatelj), Hubert Weise (nemški general).

## Zanimivosti
- V zvezi s svetim Hubertom, zavetnikom lovcev, je izraz hubertus v pomenih: »nepremočljiva volnena tkanina v platneni vezavi« in »lahek plašč« iz te tkanine.
- Na svetega Huberta se nanaša tudi izraz  pes svetega Huberta francosko le chien de Saint Hubert v pomenu »policijski pes«, preneseno »preiskovalec«.